# هوبي
هوبي هي إحدى قبائل سكان أمريكا الأصليين، ويعيشون في المقام الأول على محمية هوبي بمساحة 2,531.773 ميل مربع (6,557.26 كم مربع) شمال شرق أريزونا. وحسب تعداد عام 2010، كان هناك 18,327 فرد من الهوبي في الولايات المتحدة. لغة الهوبي هي إحدى ثلاثين من عائلة لغات يوتو-أزتك. ومعظم أفراد هوبي مسجلون في قبيلة هوبي في أريزونا لكن بعضهم مسجلون في قبائل هنود نهر كولورادو.
عندما قابلهم الإسبان أول مرة في القرن السادس عشر، أطلقوا عليهم وعلى الثقافات المحيطة بهم اسم شعب بويبلو، لأنهم يعيشون في قرى (معنى بويبلو في اللغة الإسبانية). ينحدرون هوبي من شعوب بويبلو القديمة (يسميهم الهوبي باسم هيساتسينوم والنافاجو باسم أناسازي) والذين شيدوا أبنية كبيرة في شمال شرق أريزونا، وشمال غرب نيو مكسيكو، وجنوب غرب ولاية كولورادو. كانوا يعيشون على طول حيد موغويون بين القرنين الثاني عشر والرابع عشر، قبل أن يهجروا قراهم الكبيرة.
اسم هوبي هو شكل مختصر من اسمهم الشخصي، وهو هوبيتوه شي نو مو ("الشعب المسالمة"). يعطي قاموس هوبي المعنى الرئيسي لكلمة "هوبي" على النحو التالي: المهذب، المتحضر، المسالم، المؤدب". في الماضي، استخدم الهوبي مصطلح "هوبي" والكلمات المشتركة في بعض الأحيان إلى شعوب البويبلو بشكل عام، على النقيض من الأخرى المحاربة.
تقليديا، تم تنظيم هوبي إلى عشائر أمومية. عندما يتزوج الرجل فإن الأطفال ينسبون إلى عشيرة زوجته. تمتد هذه التنظيمات العشائرية في جميع القرى. تتم تسمية الأطفال من قبل النساء من عشيرة الأب. في اليوم العشرين من حياة الطفل، تجتمع النساء من عشيرة الأب، كل امرأة تحمل اسما وهدية للطفل. في بعض الحالات التي يكون فيها عدد الأقارب الحاضرين كبيرا، قد يعطى الطفل أكثر من أربعين اسما، على سبيل المثال. يقرر والدا الطفل عموما أي اسم سيتم استخدامه من هذه الأسماء. الممارسة الحالية هي إما استخدام اسم هندي غير هوبي أو اسم إنجليزي أو اسم هوبي يختاره الأبوان. يمكن للشخص أيضا تغيير اسمه عند دخوله في إحدى الجماعات الدينية، مثل جماعة كاتشينا، أو في أحداث مهمة في حياته.
ينظر الهوبي إلى أراضيهم على أنها مقدسة. الزراعة هي جزء مهم جدا من ثقافتهم، وتنتشر قراهم في أنحاء الجزء الشمالي من أريزونا. لم يكن لدى هوبي ونافاجو تصور لحدود الأراضي وتقسيمها. كانوا يعيشون على الأرض التي عاش عليها أسلافهم. في 16 ديسمبر 1882 أصدر الرئيس آرثر أمرا تنفيذيا بإنشاء محمية الهوبي. وكانت أصغر في المساحة من محمية نافاجو، التي كانت الأكبر في البلاد.
في 24 أكتوبر 1936 صادق شعب الهوبي على دستور خاص بهم. وأنشأ الدستور حكومة ذات مجلس واحد حيث تناط جميع السلطات في مجلس قبلي. بينما هناك سلطة تنفيذية (رئيس قبلي ونائب رئيس) وسلطة قضائية، صلاحياتها محدودة بموجب دستور الهوبي. تم الحفاظ على القوى التقليدية وسلطة قرى الهوبي في دستور 1936.
أما اليوم، فإن محميتهم تحيط بها بالكامل محمية نافاجو الأكبر منها. استخدمت الأمتان تعبير منطقة نافاجو-ذات الاستخدام المشترك، ولكن كان هذا مصدر نزاع. وقد أدى تقسيم هذه المنطقة، والمعروفة باسم بيغ ماونتن، من خلال القوانين الصادرة عن الكونغرس في 1974 و 1996 أيضا إلى جدل على المدى الطويل.